# Salami de Sibiu
El Salami de Sibiu (o Salam de Sibiu) és una varietat Romanesa de salami fet amb la carn i el greix del porc, sal i condiments. L'any 2016, el Salam de Sibiu ha estat registrat com a producte geogràfic protegit (PGI) a la Unió Europea.

## Història
L'any 1885, un italià de (Frisanco) que es deia Filippo Dozzi va emigrar a Romania per treballar com a paleta. Filippo Dozzi, va traslladar-se amb la seva muller prop de Piatra Arsă pedrera en el poble anterior de Poiana Țapului.
A més sent un paleta, Dozzi tenia també una passió per salsitxes. Va adonar-se que les condicions de temps de Sinaia eren favorable per la producció de salsitxes seques. A 1910, Dozzi decidit per comprar un edifici en Sinaia que va albergar un restaurant, una bodega i un hotel, on va fundar la seva empresa Întreprinderea Filippoă Individual Dozzi (L'Empresa Individual Filippo Dozzi). La producció de salami va començar i de seguida fou un èxit i considerat un producte de luxe. Dozzi va començar vendre la seva salsitxa amb el nom de salam de iarnă (hivern salami), i per les exportacions en l'Imperi austrohongarès va ser afixada la Duana "de segell de Sibiu". Així, el producte va conèixer-se com a Salam de Sibiu. El nom del salami només es coneixia Romania i Hongria.
Després de la seva mort el 1943, Filippo Dozzi va llegar als seus fills, Antonio i Giuseppe, el secret de Sibiu Salami. Van continuar la feina del seu pare fins a la nacionalització de l'empresa per l'Estat durant el comunisme.
Pocs anys abans, Josef Theil, un hivern salami productor de Mitjans de comunicacióș, va obrir al 1922 una segona fàbrica en Sibiu (com el "Theil & Co. Un.G. Salami und Selchwarenfabrik") i va començar produir una variant de salami anomenant-lo "Veritabilul salam de Sibiu" ("El Salami de Sibiu real").
Entre 1948-1954, el govern comunista va nacionalitzar les dues empreses. L'empresa estatal va anomenar Întreprinderea pentru Industrializarea Cărnii (L'Empresa per la Industrialització de la Carn), va continuar la producció, amb primers lliuraments de Sibiu Salami a l'estranger dels anys cinquanta. Dins 1963, el Sibiu fàbrica (quin produïa el Sibiu Salami a la seva filial en Mitjans de comunicacióș) va registrar la marca "Salam de Sibiu". A més de la de Sinaia, al 1975-1976, es van obrir altres fàbriques a Bacău, Galați, i Salonta per la fabricació del Sibiu Salami. Als anys 1980s, el 90% de la producció (40-50 tones per mes) s'exportava a Àustria, De l'oest-Alemanya, Txecoslovàquia, Israel, Bèlgica, Suècia, i la Unió soviètica.
Avui en dia, el Salam de Sibiu es produeix a Sinaia, Sibiu, Bacău, Călărași, Feldioara, i Filipeștii de Pădure. Al 2014, se'n van produir més de 3.000 tones.